# Sông Dinh (Ninh Thuận)
Sông Dinh, còn có tên là sông Tô Hạp, sông Cái Phan Rang, là một con sông đổ ra Biển Đông. Sông Dinh chảy qua các tỉnh Khánh Hoà và Ninh Thuận, Việt Nam.
Sông có chiều dài 135 km và diện tích lưu vực là 3.109 km².

## Dấu ấn lịch sử
Trong suốt lịch sử của vùng Panduranga, Sông Dinh (người Chăm gọi là Kraung Ding, có nghĩa là "sông phố") luôn được xem là một nguồn nước quan trọng có ảnh hưởng đến quá trình phát triển của người Chăm ở tiểu quốc này, vì thế mà bên cạnh Kraung Ding, tên con sông còn được gọi là Panduranga, sau này người Việt phiên âm ra thành Sông Phan Rang.
Năm 1471, sau những chiến dịch chinh phạt Chiêm Thành của vua Lê Thánh Tông, người Chăm mất 4/5 lãnh thổ của mình vào tay Đế chế Đại Việt, họ chỉ còn giữ lại vùng Kauthara và Panduranga, trung tâm chính trị của người Chăm được chuyển về Băl Cau thuộc vùng Phan Rang, cạnh sông Dinh ngày nay.

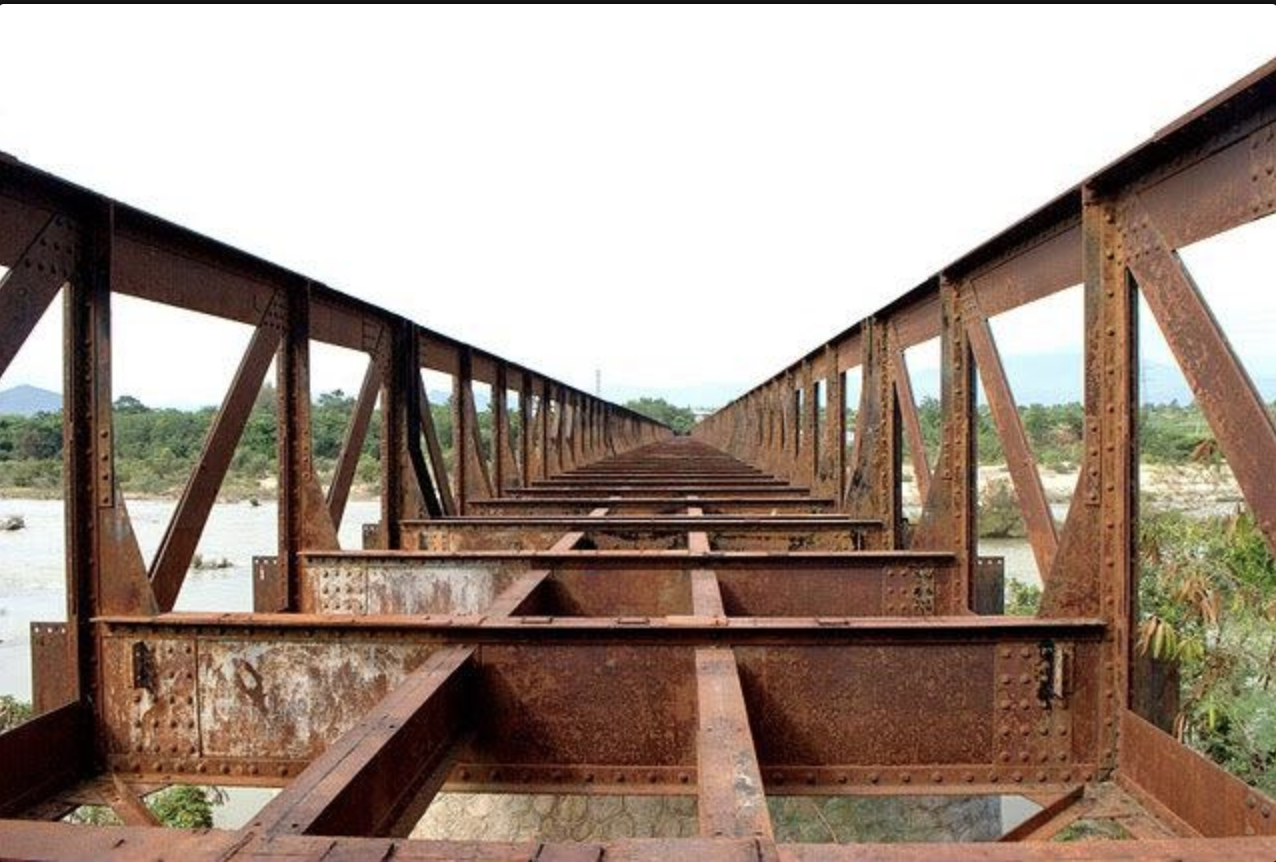
Cầu đường sắt Tân Mỹ bị bỏ hoang bắc qua Sông Dinh, đây là cây cầu cổ nhất Việt Nam được xây dựng cùng thời với Cầu đường sắt Phan Rang (Cầu Móng)

Năm 1653, Chúa Hiền Vương Nguyễn Phúc Tần sai Cai cơ Hùng Lộc dẫn 3.000 quân đánh sang đất Chiêm Thành, vua Chiêm Po Nraup sai con là Xác Bà Ân dâng thư xin hàng. Chúa Nguyễn ưng thuận cho lấy sông Phan Rang làm ranh giới giữa 2 nước. Lãnh thổ phía Nam sông Phan Rang vẫn thuộc về các chúa Chiêm người Chăm. Sông Dinh/Phan Rang trở thành biên giới giữa 2 quốc gia trong 137 năm, đến năm 1832 vua Minh Mạng cho xoá bỏ Thuận Thành trấn, người Chăm mất toàn bộ quyền tự trị của mình thì sông Dinh/Phan Rang mới không còn là biên giới tự nhiên giữa 2 nước. Ngày nay, thành phố Phan Rang – Tháp Chàm có 3 phường có địa phận nằm ở bờ phía nam của sông đó là: Bảo An, Đạo Long và Đông Hải.

## Dòng chảy

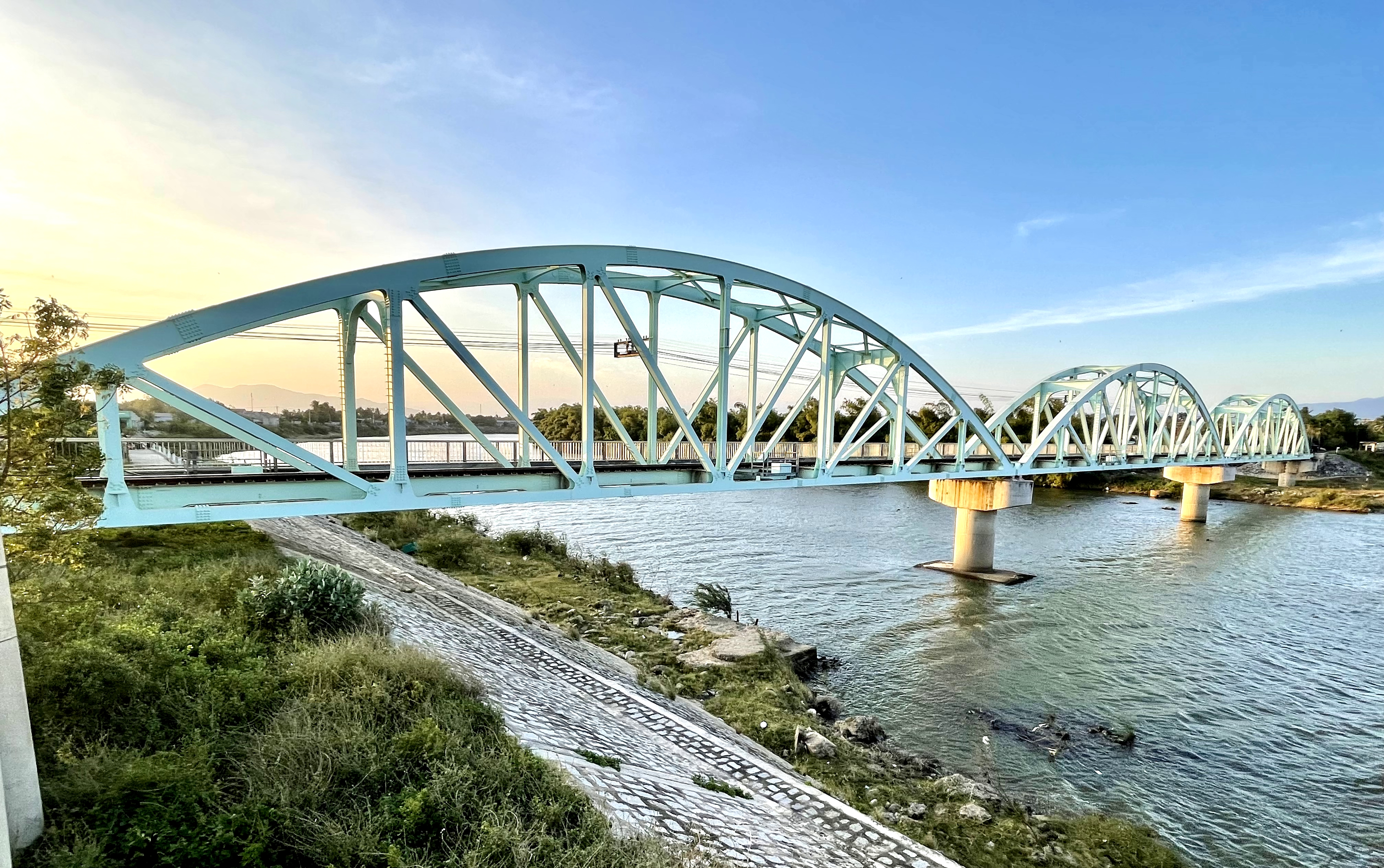
Cầu Móng bắt qua sông Dinh, đây là cầu đường sắt dài nhất Ninh Thuận được xây dựng dưới thời Pháp thuộc

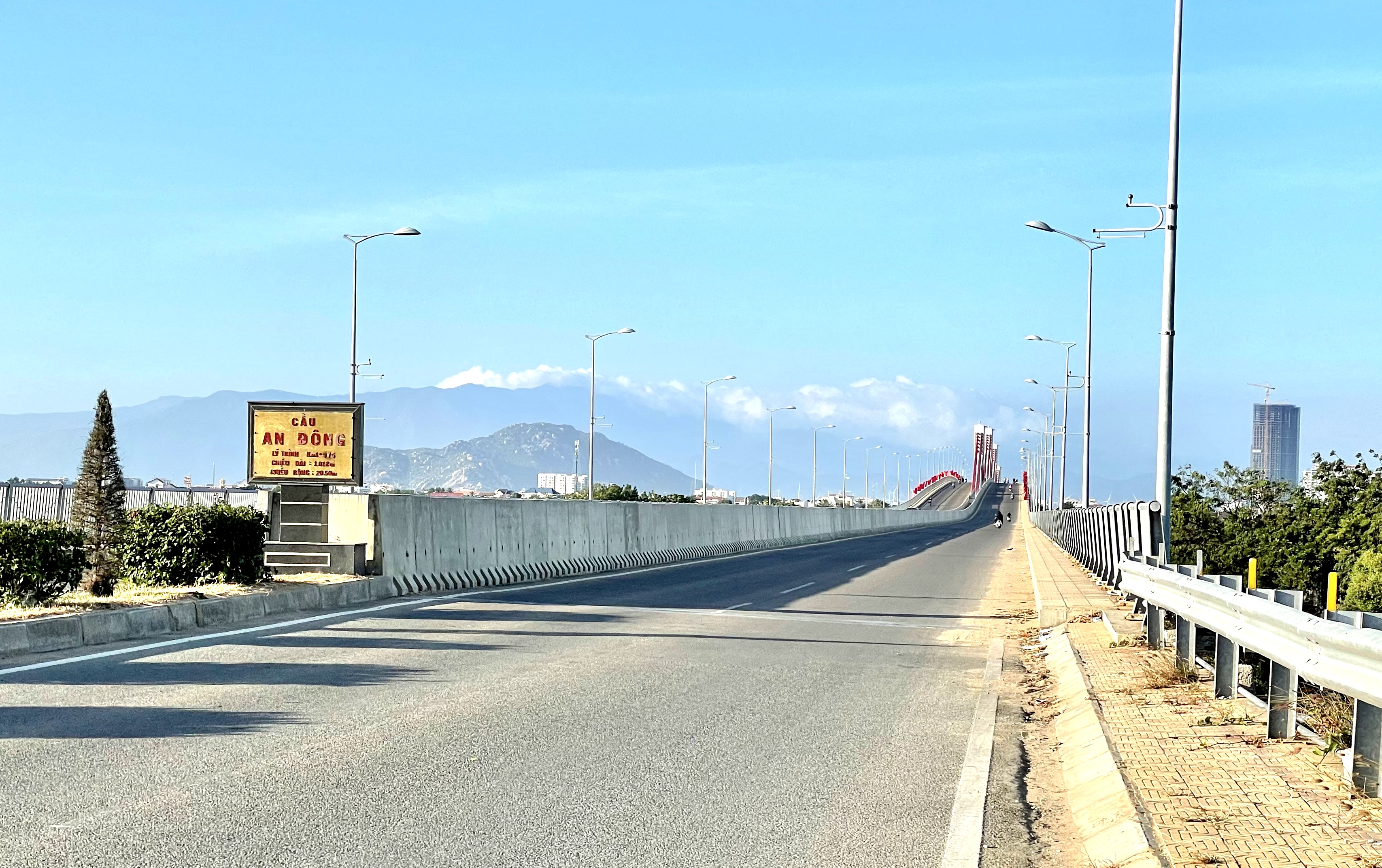
Cầu An Đông bắt qua hạ nguồn sông Dinh, chỉ cách cửa biển khoảng 1km. Đây là cầu dài nhất tỉnh Ninh Thuận với 16 nhịp và dài 1.018 km

Sông Dinh bắt nguồn từ dãy núi cao E Lâm Thông giáp với tỉnh Lâm Đồng ở vùng Phan Rang. Sông có chiều dài 130 km, lưu vực 2050 km², lưu lượng trung bình 39m³/s, lưu lượng thấp nhất 3,35–8,0m³/s, tại hạ nguồn của thủy điện Đa Nhim.
Trên sông có ba con đập được xây dựng là Sông Pha, Nha Trinh và Lâm Cấm. Đập Lâm Cấm có cao độ +7,4 m được xây dựng cách cửa sông Cái 15 km. Mặt cắt ngang của đập trên thượng nguồn là 3 km với trữ lượng nước khoảng 1,5–2,0 triệu m3 vào mùa khô và được bổ sung khoảng 12 m3/s lưu lượng từ thủy điện Sông Pha. Lưu lượng thấp nhất (vào những tháng mùa khô – tháng tư) tại đập Lâm Cấm sau khi tưới tiêu ước lượng khoảng 2,0–3,5 m3/s.
Khu vực thượng nguồn của sông có dạng bậc thềm có độ cao 800–1000 m lòng sông dài và có độ trũng. Lưu vực các nhánh sông phân bổ hình rễ cây, từ Tân Mỗ về xuôi, sông chảy qua vùng đồi thấp là đồng bằng Phan Rang.
Chế độ dòng chảy của sông sông phù hợp với phân bổ mùa của khu vực là: Mùa mưa từ tháng 9 đến tháng 12 dòng chảy lớn có lũ. Mùa kiệt từ tháng 1 đến tháng 7, dòng chảy phụ thuộc vào việc xả nước tưới của thủy điện Đa Nhim cho vùng Hải Du.